# Les 109
Les 109 était une émission de télévision française diffusée du 26 octobre 2003 au 6 juin 2004 sur France 5. Elle était présentée par Paul Amar.

## Concept de l'émission
Des étudiants de Sciences Po et d'écoles de journalisme interrogent une personnalité politique.